# Pascal Niggenkemper
Pascal Niggenkemper (Engen (Hegau), 12 juni 1978) is een Duits/Franse jazzcontrabassist en orkestleider.

## Biografie
Niggenkemper leerde eerst viool en piano, voordat hij op 16-jarige leeftijd overschakelde op elektrische bas en uiteindelijk contrabas. Van 1999 tot 2004 studeerde hij jazzcontrabas aan de Musikhochschule Köln bij Dieter Manderscheid, sinds 2002 klassieke contrabas bij Veit Schüßler en vanaf 2005 als DAAD-beurshouder in New York, waar hij studeerde aan de Manhattan School of Music bij Jay Anderson en zijn masterdiploma behaalde. Hij speelde ook in de regionale jeugdbigband NRW en in het federale jazzorkest onder leiding van Peter Herbolzheimer.
In zijn preoccupatie met geïmproviseerde muziek nam hij deel aan het multimediale dansproject Turbo Pascale, met optredens op het Moers Jazz Festival, de Jazzahead Bremen jazzbeurs en de WDR Jazznight. Hij was ook lid van het Trio Sence (album teine jälg) en werkte samen met Kristjan Randalu. In 2006 speelde hij in Los Angeles o.a. met Maria Schneider, Vince Mendoza en Gonzalo Rubalcaba. Hij werkte ook in de Henry Mancini Institute Big Band aan het album Elevatiuon. In 2009 maakte hij deel uit van de formatie Mizo. In New York richtte hij zijn eigen trio op met Robin Verheyen (saxofoon) en Tyshawn Sorey (drums, piano), waarmee een eerste album voor het Konnex Records (pasàpas) en opnames voor WDR en BR op Europese tournees werden gemaakt. Een andere trio-formatie is Pascal's Newfield met gitarist Scott DuBois en drummer Jeff Davis.
Met zijn trio van Robin Verheyen en Tyshawn Sorey bracht hij in 2010 het album Urban Creatures uit. Zijn septet Vision 7, opgericht in 2011, waartoe Frank Gratkowski, Émilie Lesbros, Eve Risser, Frantz Loriot, Christian Lillinger en Els Vandeweyer behoren, presenteerde hij op de festivals Jazzdor in Berlijn (arte live web), Jazz à la Cité in Parijs, Vive le Jazz in Keulen en Jazzdor in Straatsburg en Pori Jazz. Zijn cd Lucky Prime werd in 2013 uitgebracht door Clean Feed Records. Zijn trio upcoming hurricane met Simon Nabatov op piano en Gerald Cleaver op drums, bracht in 2011 een album uit met dezelfde naam en toerde door Noord-Amerika. Sinds 2013 speelt Niggenkemper ook het soloprogramma Look with Thine Ears. In 2013 presenteerde hij het dubbeltrio le 7ème continent op het Vive le jazzfestival in Keulen. Niggenkemper werkte ook samen met musici als Louis Sclavis, Wolfgang Puschnig, Gunther Schuller, Ingrid Schmoliner en Steve Slagle.

## Discografie
- 2008: pasàpas (Konnex)
- 2010: Urban Creatures (JazzHausMusik)
- 2012: PascAli: Suspicious Activity (Creative Sources) met Sean Ali
- 2013: Pascal Niggenkemper Vision7: Lucky Prime (Clean Feed Records) met Christian Lillinger, Els Vandeweyer, Emilie Lesbros, Eve Risser, Frank Gratkowski, Frantz Loriot
- 2015: Look with Thine Ears (Clean Feed, solo)
- 2015: Harris Eisenstadt: Canada Day IV
- 2016: Pascal Niggenkemper’s Le 7eme Continent: Talking Trash (Clean Feed) met Julián Elvira, Joris Rühl, Joachim Badenhorst, Eve Risser, Philip Zoubek, Constantin Herzog
- 2017: Joe McPhee/Pascal Niggenkemper/Ståle Liavik Solberg: Imaginary Numbers (Clean Feed)

- Gemeinsame Normdatei: 141059214
- International Standard Name Identifier: 0000 0003 7193 7223
- Library of Congress Control Number: no2013140309
- MusicBrainz: b9d862f5-0bab-42b0-b89f-b733c993e1de
- Système universitaire de documentation: 251565335
- Virtual International Authority File: 120309188